# Gran Premio del Brasile 1990
Il Gran Premio del Brasile 1990 è stata una gara di Formula 1 disputata il 25 marzo 1990 sull'appena ristrutturato Autodromo José Carlos Pace. La corsa è stata vinta da Alain Prost su Ferrari. In questa gara segna l'esordio per Gianni Morbidelli.

## Qualifiche
Ayrton Senna conquista la sua 43ª pole position in carriera sul ristrutturato autodromo di Interlagos.

### Prequalifiche
| Pos | No | Pilota             | Costruttore             | Time        |
| --- | -- | ------------------ | ----------------------- | ----------- |
| 1   | 29 | Éric Bernard       | Larrousse - Lamborghini | 1:23.763    |
| 2   | 30 | Aguri Suzuki       | Larrousse - Lamborghini | 1:23.982    |
| 3   | 14 | Olivier Grouillard | Osella - Ford           | 1:23.987    |
| 4   | 18 | Yannick Dalmas     | AGS - Ford              | 1:24.015    |
| NPQ | 17 | Gabriele Tarquini  | AGS - Ford              | 1:24.265    |
| NPQ | 33 | Roberto Moreno     | EuroBrun - Judd         | 1:25.763    |
| NPQ | 31 | Bertrand Gachot    | Coloni - Subaru         | 1:34.046    |
| NPQ | 34 | Claudio Langes     | EuroBrun - Judd         | 1:39.188    |
| NPQ | 39 | Gary Brabham       | Life                    | Senza tempo |

### Qualifiche
| Pos                     | No | Pilota             | Costruttore             | Q1       | Q2          |
| ----------------------- | -- | ------------------ | ----------------------- | -------- | ----------- |
| 1                       | 27 | Ayrton Senna       | McLaren - Honda         | 1:17.769 | 1:17.277    |
| 2                       | 28 | Gerhard Berger     | McLaren - Honda         | 1:17.888 | 1:18.504    |
| 3                       | 5  | Thierry Boutsen    | Williams - Renault      | 1:18.375 | 1:18.150    |
| 4                       | 6  | Riccardo Patrese   | Williams - Renault      | 1:18.465 | 1:18.288    |
| 5                       | 2  | Nigel Mansell      | Ferrari                 | 1:18.509 | 1:19.475    |
| 6                       | 1  | Alain Prost        | Ferrari                 | 1:18.631 | 1:18.884    |
| 7                       | 4  | Jean Alesi         | Tyrrell - Ford          | 1:19.230 | 1:18.923    |
| 8                       | 23 | Pierluigi Martini  | Minardi - Ford          | 1:19.039 | 1:19.688    |
| 9                       | 22 | Andrea De Cesaris  | Scuderia Italia - Ford  | 1:19.125 | 1:19.964    |
| 10                      | 26 | Philippe Alliot    | Ligier - Ford           | 1:19.309 | Senza tempo |
| 11                      | 29 | Éric Bernard       | Larrousse - Lamborghini | 1:19.406 | 1:21.024    |
| 12                      | 8  | Stefano Modena     | Brabham - Judd          | 1:19.425 | 1:20.126    |
| 13                      | 20 | Nelson Piquet      | Benetton - Ford         | 1:19.629 | 1:20.317    |
| 14                      | 12 | Martin Donnelly    | Lotus - Lamborghini     | 1:20.032 | Senza tempo |
| 15                      | 19 | Alessandro Nannini | Benetton - Ford         | 1:20.055 | 1:20.317    |
| 16                      | 21 | Gianni Morbidelli  | Scuderia Italia - Ford  | 1:20.164 | 1:20.229    |
| 17                      | 24 | Paolo Barilla      | Minardi - Ford          | 1:20.282 | 1:21.121    |
| 18                      | 30 | Aguri Suzuki       | Larrousse - Lamborghini | 1:20.557 | 1:21.086    |
| 19                      | 3  | Satoru Nakajima    | Tyrrell - Ford          | 1:20.568 | 1:21.086    |
| 20                      | 25 | Nicola Larini      | Ligier - Ford           | 1:20.650 | 1:20.794    |
| 21                      | 14 | Olivier Grouillard | Osella - Ford           | 1:21.292 | 1:20.884    |
| 22                      | 7  | Gregor Foitek      | Brabham - Judd          | 1:20.965 | 1:20.902    |
| 23                      | 9  | Michele Alboreto   | Arrows - Ford           | 1:20.920 | 1:21.002    |
| 24                      | 11 | Derek Warwick      | Lotus - Lamborghini     | 1:21.244 | 1:20.998    |
| 25                      | 10 | Alex Caffi         | Arrows - Ford           | 1:21.065 | 1:22.057    |
| 26                      | 18 | Yannick Dalmas     | AGS - Ford              | 1:22.426 | 1:21.087    |
| Vetture non qualificate |    |                    |                         |          |             |
| NQ                      | 35 | Stefan Johansson   | Onyx - Ford             | 1:21.241 | 1:22.184    |
| NQ                      | 36 | Jyrki Järvilehto   | Onyx - Ford             | 1:21.241 | 1:21.417    |
| NQ                      | 16 | Ivan Capelli       | Leyton House - Judd     | 1:21.383 | 1:21.422    |
| NQ                      | 15 | Maurício Gugelmin  | Leyton House - Judd     | 1:21.616 | 1:22.862    |

## Gara
La Formula 1 ritorna a correre sul circuito di Interlagos dopo un digiuno di 10 anni e Dopo la Partenza Alla prima curva si verifica una collisione tra Alesi, Nannini e Andrea De Cesaris; quest'ultimo è costretto al ritiro, mentre Nannini deve tornare ai box per sostituire il musetto. All'ottavo giro, Boutsen supera Berger, portandosi in seconda posizione; nove tornate più tardi, il pilota austriaco viene sopravanzato anche da Prost. Al 27º passaggio Mansell effettua una sosta ai box per sostituire le gomme; torna in pista nono. Il pit stop di Boutsen, al 30º giro, è disastroso: a causa di freni poco efficienti e di un insidioso avvallamento nella corsia dei box, il pilota della Williams non riesce ad arrestare la propria vettura, andando a sbattere contro le gomme impilate nel garage. Questo incidente causa la rottura del musetto, che deve essere sostituito, ed il pilota belga torna in pista solo in undicesima posizione.
In testa alla corsa, Prost comincia a mettere pressione a Senna, portandosi, nel corso del 35º passaggio, a circa dieci secondi di distacco dal rivale; alle spalle dei due si trovano Patrese, Berger e Piquet. Quando Senna si trova a doppiare Nakajima, i due vengono a contatto e il pilota della McLaren deve tornare ai box per sostituire il musetto; tornato in pista, il brasiliano tenta di rimontare, ma l'efficienza della vettura è ridotta dopo l'incidente. Al 66º giro, Patrese si ritira per un problema meccanico.
Prost conquista la sua quarantesima vittoria in carriera, la prima per la Ferrari, davanti a Berger e Senna. Mansell termina quarto davanti a Boutsen e Piquet, che conquista l'ultimo punto disponibile superando Alesi - in crisi di gomme dopo aver tentato una gara senza pit stop - nel corso dell'ultimo giro.

### Classifica
| Pos      | No | Pilota             | Costruttore             | Giri | Tempo/Ritiro                         | Partenza | Punti |
| -------- | -- | ------------------ | ----------------------- | ---- | ------------------------------------ | -------- | ----- |
| 1        | 1  | Alain Prost        | Ferrari                 | 71   | 1:37:21.258                          | 6        | 9     |
| 2        | 28 | Gerhard Berger     | McLaren - Honda         | 71   | +13.564                              | 2        | 6     |
| 3        | 27 | Ayrton Senna       | McLaren - Honda         | 71   | +37.722                              | 1        | 4     |
| 4        | 2  | Nigel Mansell      | Ferrari                 | 71   | +47.266                              | 5        | 3     |
| 5        | 5  | Thierry Boutsen    | Williams - Renault      | 70   | +1 giro                              | 3        | 2     |
| 6        | 20 | Nelson Piquet      | Benetton - Ford         | 70   | +1 giro                              | 13       | 1     |
| 7        | 4  | Jean Alesi         | Tyrrell - Ford          | 70   | +1 giro                              | 7        |       |
| 8        | 3  | Satoru Nakajima    | Tyrrell - Ford          | 70   | +1 giro                              | 19       |       |
| 9        | 23 | Pierluigi Martini  | Minardi - Ford          | 69   | +2 giri                              | 8        |       |
| 10       | 19 | Alessandro Nannini | Benetton - Ford         | 68   | Foratura                             | 15       |       |
| 11       | 25 | Nicola Larini      | Ligier - Ford           | 68   | +3 giri                              | 20       |       |
| 12       | 26 | Philippe Alliot    | Ligier - Ford           | 68   | +3 giri                              | 10       |       |
| 13       | 6  | Riccardo Patrese   | Williams - Renault      | 65   | Problemi alla pressione dell'olio    | 4        |       |
| 14       | 21 | Gianni Morbidelli  | Scuderia Italia - Ford  | 64   | +7 giri                              | 16       |       |
| Ritirato | 10 | Alex Caffi         | Arrows - Ford           | 49   | Problema alla frizione               | 25       |       |
| Ritirato | 12 | Martin Donnelly    | Lotus - Lamborghini     | 43   | Testacoda                            | 14       |       |
| Ritirato | 8  | Stefano Modena     | Brabham - Judd          | 39   | Testacoda                            | 12       |       |
| Ritirato | 24 | Paolo Barilla      | Minardi - Ford          | 38   | Rottura del motore                   | 17       |       |
| Ritirato | 18 | Yannick Dalmas     | AGS - Ford              | 28   | Problemi alla sospensione posteriore | 26       |       |
| Ritirato | 11 | Derek Warwick      | Lotus - Lamborghini     | 25   | Problemi elettrici                   | 24       |       |
| Ritirato | 30 | Aguri Suzuki       | Larrousse - Lamborghini | 24   | Problemi alla sospensione anteriore  | 18       |       |
| Ritirato | 9  | Michele Alboreto   | Arrows - Ford           | 24   | Problemi alla sospensione anteriore  | 23       |       |
| Ritirato | 7  | Gregor Foitek      | Brabham - Judd          | 14   | Problemi alla trasmissione           | 22       |       |
| Ritirato | 29 | Éric Bernard       | Larrousse - Lamborghini | 13   | Problemi al cambio                   | 11       |       |
| Ritirato | 14 | Olivier Grouillard | Osella - Ford           | 8    | Collisione con M.Alboreto            | 21       |       |
| Ritirato | 22 | Andrea De Cesaris  | Scuderia Italia - Ford  | 0    | Collisione con A.Nannini e J.Alesi   | 9        |       |
| NQ       | 35 | Stefan Johansson   | Onyx - Ford             |      |                                      |          |       |
| NQ       | 36 | Jyrki Järvilehto   | Onyx - Ford             |      |                                      |          |       |
| NQ       | 16 | Ivan Capelli       | Leyton House - Judd     |      |                                      |          |       |
| NQ       | 15 | Maurício Gugelmin  | Leyton House - Judd     |      |                                      |          |       |
| NPQ      | 17 | Gabriele Tarquini  | AGS - Ford              |      |                                      |          |       |
| NPQ      | 33 | Roberto Moreno     | EuroBrun - Judd         |      |                                      |          |       |
| NPQ      | 31 | Bertrand Gachot    | Coloni - Subaru         |      |                                      |          |       |
| NPQ      | 34 | Claudio Langes     | EuroBrun - Judd         |      |                                      |          |       |
| NPQ      | 39 | Gary Brabham       | Life                    |      |                                      |          |       |

## Classifiche

### Piloti
| Pos. | Pilota          | Punti |
| ---- | --------------- | ----- |
| 1    | Ayrton Senna    | 13    |
| 2    | Alain Prost     | 9     |
| 3    | Jean Alesi      | 6     |
| 4    | Gerhard Berger  | 6     |
| 5    | Thierry Boutsen | 6     |
| 6    | Nelson Piquet   | 4     |
| 7    | Nigel Mansell   | 3     |
| 8    | Stefano Modena  | 2     |
| 9    | Satoru Nakajima | 1     |

### Costruttori
| Pos. | Team               | Punti |
| ---- | ------------------ | ----- |
| 1    | McLaren - Honda    | 19    |
| 2    | Ferrari            | 12    |
| 3    | Tyrrell - Ford     | 7     |
| 4    | Williams - Renault | 6     |
| 5    | Benetton - Ford    | 4     |
| 6    | Brabham - Judd     | 2     |

## Fonti
- Salvo dove indicato diversamente, tutti i risultati di gara sono tratti da  The Official Formula 1 website, su formula1.com. URL consultato il 5 agosto 2007.